# Премия имени Д. И. Менделеева

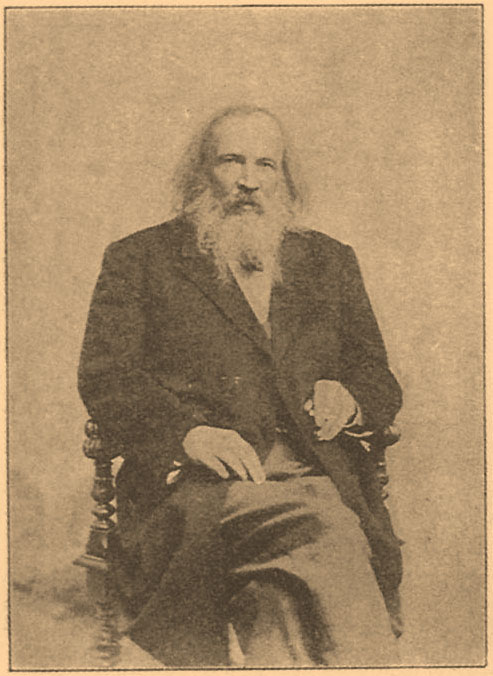
Д. И. Менделеев. Иллюстрация из ЭСБЕ

Премия имени Д. И. Менделеева — научная награда Академии наук СССР, была учреждена в 1934 году с формулировкой «за выдающиеся заслуги в области химии и химической технологии».
Премия названа в честь выдающегося русского химика, члена-корреспондента Императорской Академии наук Дмитрия Ивановича Менделеева.
С 2001 года вручается с формулировкой «научная премии Правительства СПб и СПбНЦ РАН».
В феврале 2019 года на заседании оргкомитета по проведению Международного года Периодической таблицы химических элементов президент Российской академии наук Александр Сергеев предложил создать новую награду для учёных совместно с ЮНЕСКО  – международную премию им. Д. И. Менделеева в области фундаментальных наук. Идею учреждения такой премии поддержал Премьер-министр России Дмитрий Медведев.

## Учёные, награждённые АН СССР
| Год  | Деятельность                              | Лауреат премии                              | Должность | Формулировка премии | Примечание                   |
| ---- | ----------------------------------------- | ------------------------------------------- | --- | --- | ---------------------------- |
| 1935 | физик, академик АН УССР                   | Давыденков, Николай Николаевич              | профессор Ленинградского политехнического института                                                                | За разработку и внедрение струнного метода дистанционного исследования напряжений и деформаций                                                       |                              |
| 1936 | физик, академик АН СССР                   | Мандельштам, Леонид Исаакович               | профессор Московского государственного университета                                                                | |                              |
| 1936 | физик-теоретик, Академик АН СССР          | Фок, Владимир Александрович                 | Заведующий кафедрой теоретической физики ЛГУ                                                                       | За работы по квантовой теории строения сложных атомов                                                                                                |                              |
| 1938 | химик, академик АН СССР                   | Баландин, Алексей Александрович             | завкафедрой органического катализа МГУ                                                                             | |                              |
| 1940 | астроном, профессор                       | Павлов, Николай Никифорович                 | учёный секретарь Межведомственного комитета времени при Пулковской обсерватории                                    | |                              |
| 1944 | химик-технолог, академик АН УССР          | Атрощенко, Василий Иванович                 | заместитель директора Харковского химико-технологического института имени С. М. Кирова по учебной и научной работе | За исследования методов производства азотной кислоты                                                                                                 |                              |
| 1949 | химик-органик, член-корр. АН СССР         | Арбузов, Борис Александрович                | зав.Сектором Научно-исследовательского химического института им. А.М. Бутлерова                                    | за работу "Применение парахоров и дипольных моментов к изучению тонкой структуры некоторых органических производных фосфора,бора, азота и кремния"\| |                              |
| 1949 | кандидаты химических наук                 | В.С. Виноградова, Т.Г. Шавша, Л.М. Гужавина | научные сотрудники Научно-исследовательского химического института им. А.М. Бутлерова                              | за работу "Применение парахоров и дипольных моментов к изучению тонкой структуры некоторых органических производных фосфора,бора, азота и кремния"\| |                              |
| 1952 | кристаллограф                             | Жданов, Герман Степанович                   | | за работы по кристаллохимии металлов |                              |
| 1952 | З. В. Звонкова                            |                                             | | за работы по кристаллохимии металлов |                              |
| 1972 | химик, доктор химических наук             | Гельман, Анна Дмитриевна                    | | за серию работ в области химии и технологии нептуния и плутония                                                                                      | Премия в размере 2000 рублей |
| 1972 | доктор химических наук                    | Н. Н. Крот                                  | | за серию работ в области химии и технологии нептуния и плутония                                                                                      | Премия в размере 2000 рублей |
| 1972 | кандидат химических наук                  | Ф. А. Захарова                              | | за серию работ в области химии и технологии нептуния и плутония                                                                                      | Премия в размере 2000 рублей |
| 1978 | химик-технолог, академик АН СССР          | Кафаров, Виктор Вячеславович                | | |                              |
| 1985 | химик-органик, член-корреспондент АН СССР | Белецкая, Ирина Петровна                    | Главный редактор «Журнала органической химии»                                                                      | |                              |

## Учёные, награждённые правительством СПб и СПбНЦ РАН
| Год  | Деятельность                                                                       | Лауреат премии                  | Должность | Формулировка премии |
| ---- | ---------------------------------------------------------------------------------- | ------------------------------- | --- | --- |
| 2001 | Крупный учёный в области технической химии, академик АН СССР                       | Шпак, Владимир Степанович       | Советник генерального директора Российского научного центра «Прикладная химия»                                                                                    | За цикл научно-исследовательских и прикладных работ в области химии и технологии высокоэнергетических продуктов для космонавтики и ракетной техники |
| 2003 | Физикохимик, академик АН СССР                                                      | Шульц, Михаил Михайлович        | председатель секции физической и коллоидной химии Центрального правления ВХО им. Д. И. Менделеева                                                                 | в числе трёх естествоиспытателей города, награждённых по случаю 300-летнего юбилея Санкт-Петербурга, За цикл фундаментальных и прикладных исследований в области физико-химии и термодинамики оксидных систем, обеспечивающих создание новых стеклообразных и керамических материалов для машиностроения, строительства и приборостроения |
| 2004 | Физикохимик, академик АН СССР                                                      | Русанов, Анатолий Иванович      | Главный редактор «Журнала общей химии» и «Коллоидного журнала» | За цикл работ «Механохимия, нанотермодинамика и уравнения состояния» |
| 2005 | Физикохимик, академик РАН                                                          | Петровский, Гурий Тимофеевич    | Почётный директор НИТИОМ | За цикл фундаментальных и прикладных исследований в области физикохимии и технологии нетрадиционных оптических материалов, обеспечивающих развитие и серийный выпуск космической, лазерной, медицинской аппаратуры и техники ночного видения                                                                                              |
| 2006 | Специалист по химии высокомолекулярных соединений, член-корреспондент РАН          | Панарин, Евгений Федорович      | Директор Института высокомолекулярных соединений РАН | За цикл работ «Фундаментальные и прикладные исследования в области биологически активных полимеров и лекарственных препаратов для медицины и сельского хозяйства» |
| 2007 | Специалист по химии керамических и других неметаллических материалов, академик РАН | Шевченко, Владимир Ярославович  | Директор Института химии силикатов им. И. В. Гребенщикова РАН | За цикл фундаментальных исследований «Структурная химия наномира», способствующих развитию нанотехнологий и созданию нового поколения неорганических, органо-неорганических и биологических гибридных материалов |
| 2008 | Специалист по физико-химии полимеров, член-корреспондент РАН                       | Иванчев, Сергей Степанович      | Директор Санкт-Петербургского филиала Института им. Г. К. Борескова Сибирского отделения РАН                                                                      | За цикл работ «Разработка новых катализаторов, полифункциональных полимеризационных систем, технологий получения наноструктурированных латексных полимерных систем, покрытий специального назначения, контактных линз длительного ношения и мембран для топливных элементов»                                                              |
| 2009 | Специалист в области элемент-органических соединений, член-корреспондент РАН       | Воронков, Михаил Григорьевич    | Заведующий лабораторией кремнийорганических соединений и материалов Института химии силикатов им. И.В. Гребенщикова РАН                                           | За цикл фундаментальных и прикладных исследований элементоорганических соединений и материалов для нового поколения лекарственных препаратов, средств химизации сельского хозяйства и функциональных покрытий |
| 2010 | член-корреспондент РАН                                                             | Смирнова, Наталия Александровна | профессор Института химии Санкт-Петербургского государственного университета                                                                                      | За цикл работ "Физико-химические свойства и молекулярное моделирование сложных флюидных систем" |
| 2011 | член-корреспондент РАН                                                             | Кукушкин, Вадим Юрьевич         | Заведующий кафедрой физической органической химии Химического факультета Санкт-Петербургского государственного университета                                       | За цикл работ по исследованию металлактивированных субстратов, открытие новой реакции металлопромотированного сочетания нитрилов и нуклеофилов и исследование новых реакций, имеющих промышленное значение в фармацевтике |
| 2012 | профессор, доктор химических наук                                                  | Целинский, Игорь Васильевич     | Заведующий кафедрой химии и технологии органических соединений азота Санкт-Петербургского государственного технологического института (технического университета) | За работу "Новые горизонты химии и технологии "зеленых" полиазотных соединений как энергонасыщенных материалов и биологически активных веществ" |
| 2014 | доктор химических наук                                                             | Голубков, Валерий Викторович    | заведующий лабораторией Института химии силикатов им. И.В. Гребенщикова РАН                                                                                       | За цикл работ "Структура стеклообразного состояния, структурные и фазовые превращения в стеклах и переохлажденных жидкостях" |
| 2015 | доктор технических наук                                                            | Трусов, Валерий Иванович        | заведующий кафедрой химии Санкт-Петербургского государственного морского технического университета                                                                | За цикл работ по теме "Разработка и широкое внедрение в Санкт-Петербурге новых материалов и технологий металлов от коррозии" |